# Ólmod
Ólmod (horvátul: Plajgor, németül: Bleigraben/Pleigram) község Vas vármegyében, a Kőszegi járásban.

## Fekvése
A Kőszeghegyalja északi részén fekszik, Kőszegtől 4 kilométerre északkeletre, közvetlenül az osztrák határ mellett.
A határ magyar oldalán csak három települési szomszédja van: északkelet felől Peresznye, kelet felől Horvátzsidány, délnyugat felől pedig Kőszeg. Nyugati irányból ausztriai területek határolják, a legközelebbi település abban az irányban Borsmonostor (Klostermarienberg).

### Megközelítése
A trianoni határok meghúzása óta zsáktelepülésnek minősül, mert közúton csak egy irányból érhető el, a 8627-es útról Horvátzsidánynál nyugat felé leágazó 86 122-es számú mellékúton; a szomszédság ellenére Kőszeggel sincs közvetlen közúti kapcsolata. Szoros kapcsolatokat ápol azonban a község Borsmonostorral, amivel közösen tervezik a két község korábbi közúti kapcsolatának helyreállítását.
Jelenleg jó minőségű aszfalt út található a két település között. (2021)

## Nevének eredete
Korábban németül Bleigrabennek hívták, mely nevet talajának ólomra emlékeztető színéről kapta (a Bleigraben kifejezés szó szerinti fordítása: ólomszínű árok). Az Ólmod név a német név alapján keletkezett, szándékos magyarítással.

## Története
A község területe ősi vaslelőhely. A vas kitermeléévsel együtt valószínűleg ólom is került a felszínre, mely a talaját sötétszürkés színűre festette. Ez alapján keletkezhetett a település neve is.
Első írásos említése 1234-ből ismert, Pilgrium névalakban, ekkor a borsmonostori apátság birtoka volt. Egy 1397-ből származó oklevél Bajka elnevezéssel említi, amely név a magyar Vajk személynévből eredeztethető.
A környéket érintő 1532. évi török hadjáratban a község elnéptelenedett, a puszta faluhelyet a következő évben, 1533-ban Jurisics Miklós királyi adományként kapta meg. Az 1533 és 1544 közötti időben horvátországi birtokairól, az Una, a Kupa és a Tengermellék által határolt területről horvátokat telepített ide, akik kezdetben kiváltságokat is kaptak.

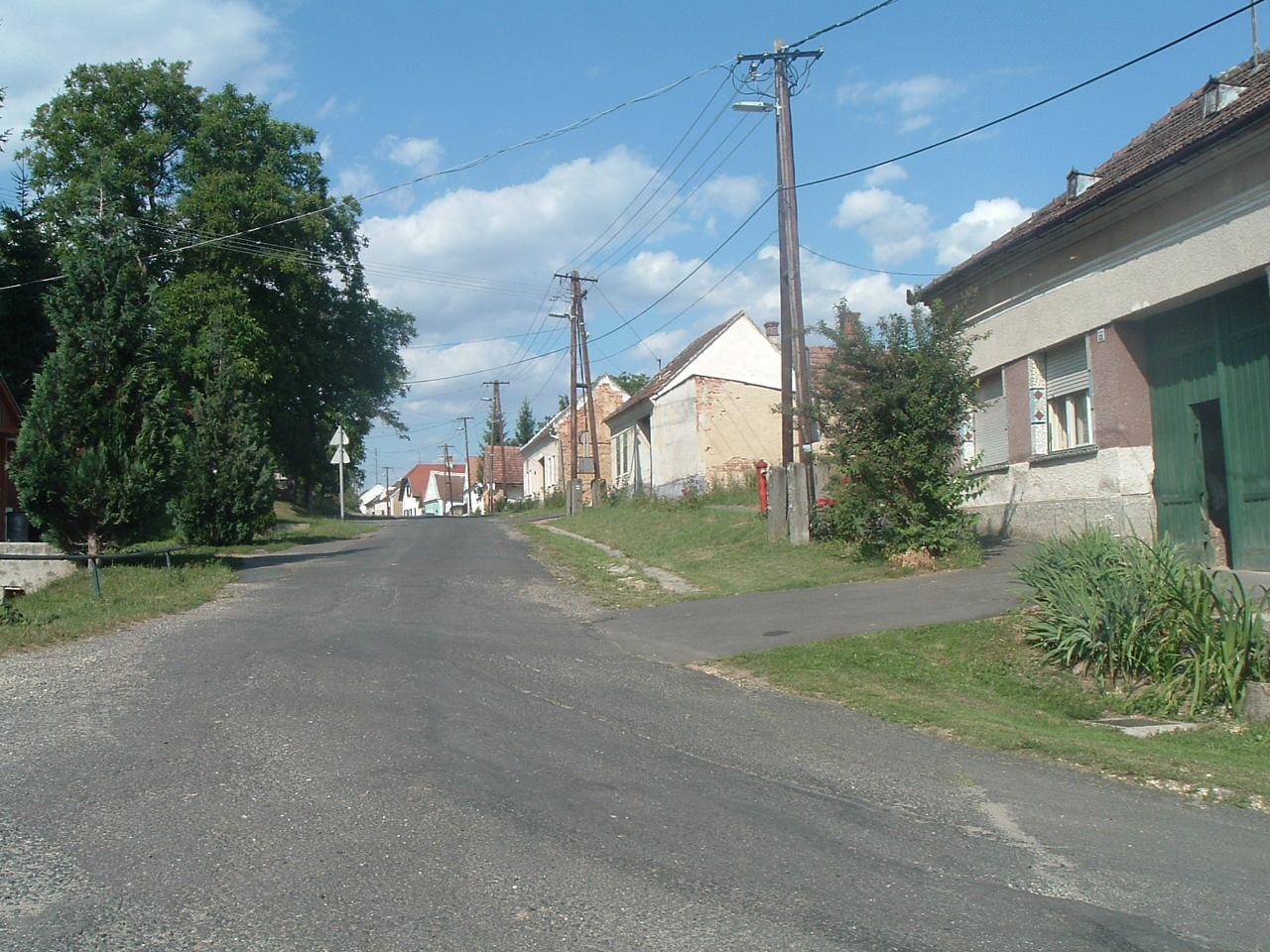
Utcarészlet

Vályi András leírásában az alábbiak olvashatók a faluról: "PLEJGRABEN. Plaigraben. Horvát falu Sopron Vármegyében, földes Ura H. Eszterházy Uraság, lakosai katolikusok, fekszik Pereszneghez közel, mellynek filiája, Sopronhoz 3 7/8 mértföldnyire, határja 2 nyomásbéli, erdeje van, legelője is elég."
Fényes Elek leírása szerint: "Bleigraben, horvát falu Sopron vármegyében, Kőszeghez 1/2 órányira, 186 kath. lak. Határa kicsiny, s csak 5 urbéri telekből áll; gyümölcskertjei, s kis erdeje van, de szőleje nincs. Birja herczeg Eszterházy."
1910-ben 270, túlnyomóan horvát nemzetiségű lakosa volt. Sopron vármegye Csepregi járásához tartozott. A trianoni békeszerződés Ausztriának ítélte, de egy osztrák-magyar csereegyezmény értelmében elcserélték – Szentpéterfa községgel együtt – Rendek és Rőtfalva községekre, így Magyarországon maradhatott. [Ld. még soproni népszavazás.]
Az így meghúzott új országhatár elvágta a községet a környező településektől, a Horvátzsidány felé vezető út maradt az egyetlen megközelítési útvonala. Elszigeteltsége a második világháború után tovább fokozódott, mivel a szovjet befolyási zóna nyugati határsávjába került. Belépni is csak külön engedéllyel lehetett a községbe, így lakosságának száma ebben az időben jelentősen csökkent. A műszaki határzár részeként szögesdrótból készült, a Határőrség folyamatos ellenőrzése alatt tartott kapu közvetlenül a horvátzsidányi elágazásnál állt, így mindenkit, aki a község felé kívánt befordulni, azt ott azonnal megállították és ellenőrizték.
A rendszerváltást követően kedvező változások következtek be a település életében. Házai közül sokat felújítottak, közművek, utak, járdák épültek. Lakói közül a gyerekek óvodába és iskolába Horvátzsidányba járnak, a munkaképes korú lakosok főleg a környező nagyobb városokban, Szombathelyen, Kőszegen dolgoznak.

## Közélete

### Polgármesterei
- 1990–1994: Berzlánovich László (független)[6]
- 1994–1998: Fehér Zita (független horvát kisebbségi)[7]
- 1998–2002: Uryné Jancsó Márta (független horvát kisebbségi)[8]
- 2002–2006: Uryné Jancsó Márta (független horvát kisebbségi)[9]
- 2006–2010: Hergovich Vince (független)[10]
- 2010–2014: Hergovich Vince (független)[11]
- 2014–2019: Hergovich Vince (független)[12]
- 2019–2024: Hergovich Vince (független)[13]
- 2024– : Hergovich Vince (független)[1]

## Népesség
A település népességének változása:
| Lakosok száma | 101  | 98   | 107  | 117  | 111  | 115  | 113  |
|               | 2013 | 2014 | 2015 | 2021 | 2022 | 2023 | 2024 |

A 2011-es népszámlálás során a lakosok 87,4%-a magyarnak, 50,5% horvátnak, 6,3% németnek, 1,1% románnak mondta magát (11,6% nem nyilatkozott; a kettős identitások miatt a végösszeg nagyobb lehet 100%-nál). A vallási megoszlás a következő volt: római katolikus 75,8%, református 2,1%, evangélikus 5,3% (16,8% nem nyilatkozott).
2022-ben a lakosság 85,6%-a vallotta magát magyarnak, 25,2% horvátnak, 5,4% németnek, 1,8% szlováknak, 0,9% ukránnak, 0,9% egyéb, nem hazai nemzetiségűnek (13,5% nem nyilatkozott; a kettős identitások miatt a végösszeg nagyobb lehet 100%-nál). Vallásuk szerint 51,4% volt római katolikus, 2,7% evangélikus, 1,8% református, 0,9% görög katolikus, 2,7% egyéb katolikus, 6,3% felekezeten kívüli (34,2% nem válaszolt).

## Nevezetességei
- Szent Márton tiszteletére szentelt római katolikus templom
- Az egykori szőlőhegyen áll az 1724-ben épült barokk Belovich kápolna
- Meršićeva hiža – Mersich Ház (galéria és alkotóház)[16]
- Koreni – Gyökerek Helytörténeti Gyűjtemény
- Mate Meršić-Miloradić (Mersich Máté) gradistyei horvát papköltő emléktáblája apja, Mersich Ignác szülőházán
- Horvát Kulturális Fesztivál
- park és dísztó található a Fő utca végénél<iframe title="YouTube video player" width="480" height="390" src="https://www.youtube.com/embed/Ma_2KE0F97U" frameborder="0" allowfullscreen></iframe>
- Őz-kút – foglalt forrás a falu határában
- Ólmod a Szent Márton európai kulturális útvonal egyik állomása

## Testvértelepülése
- Borsmonostor (Klostermarienberg, Ausztria)

## Képgaléria

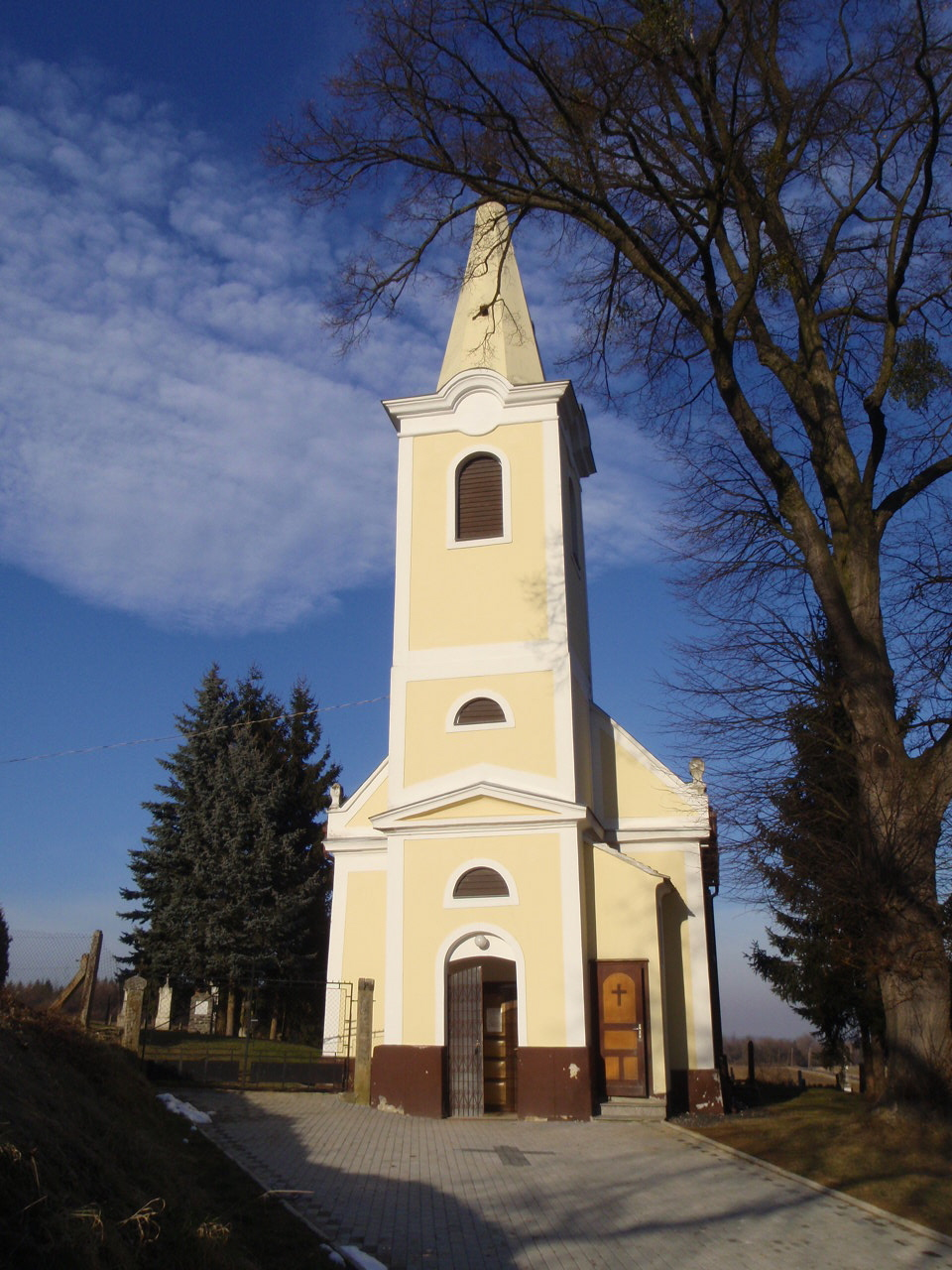
A Szent Márton nevére szentelt római katolikus templom
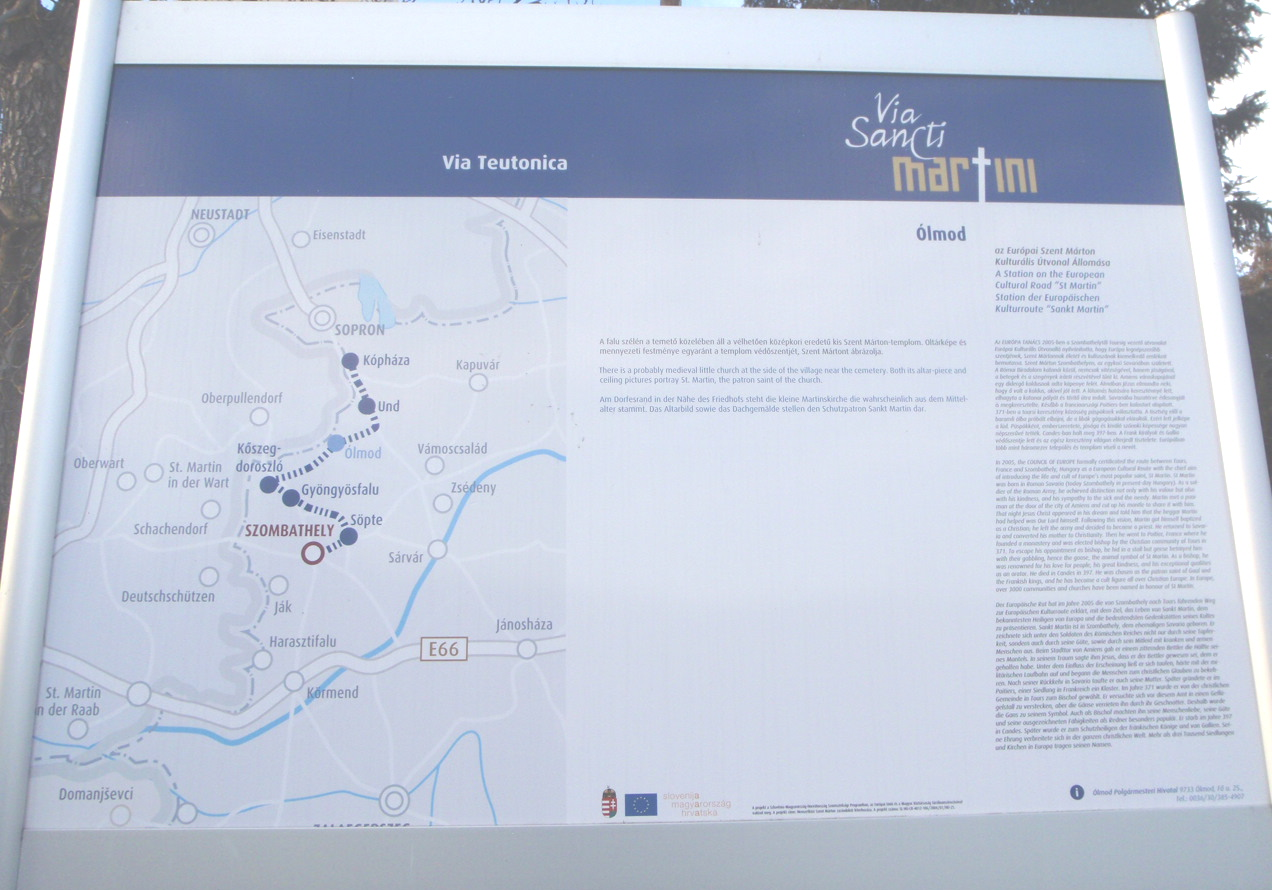
A Szent Márton-zarándokút információs táblája
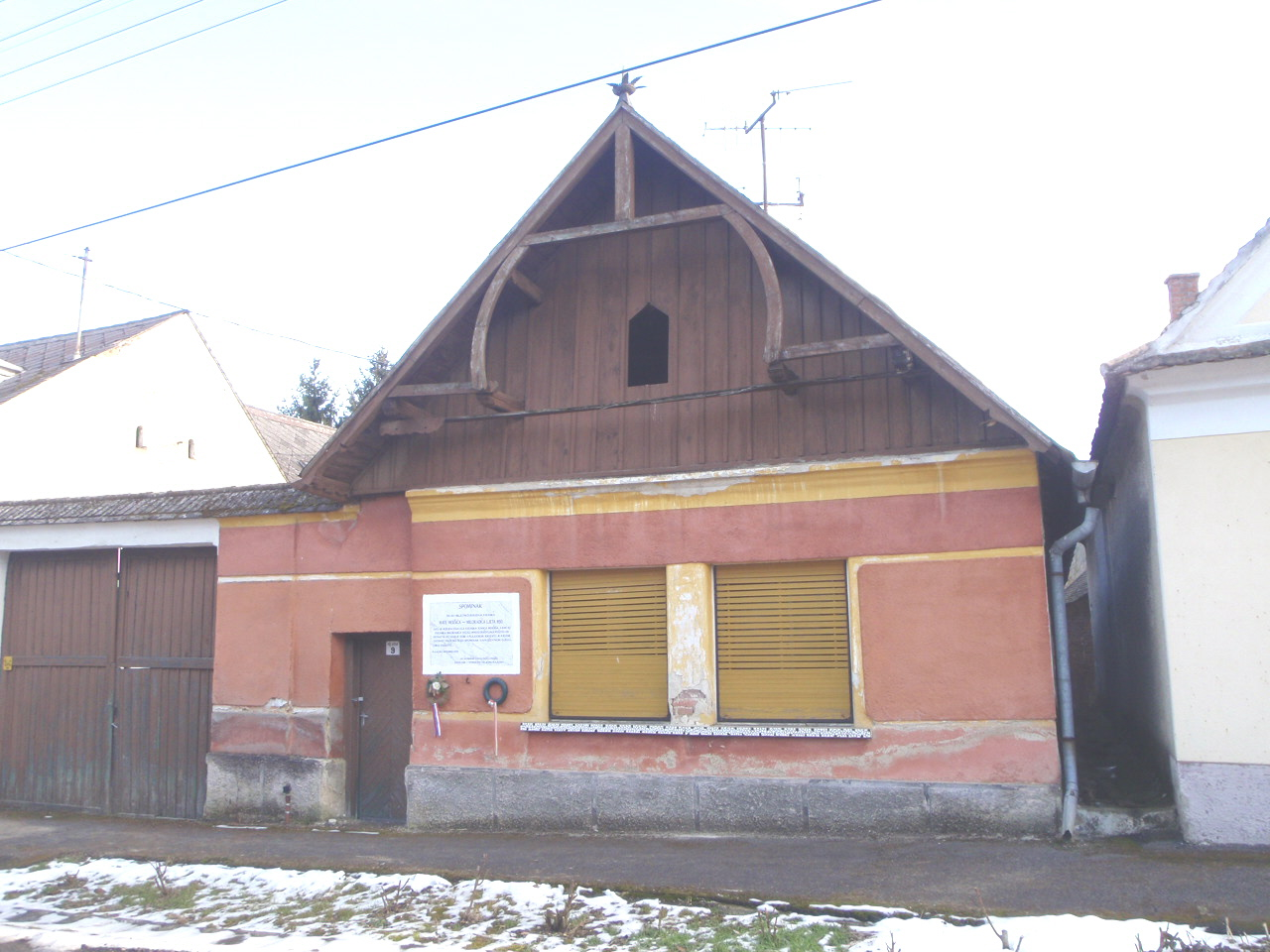
Mate Meršić Miloradić emléktáblája (Fő utca 9.)
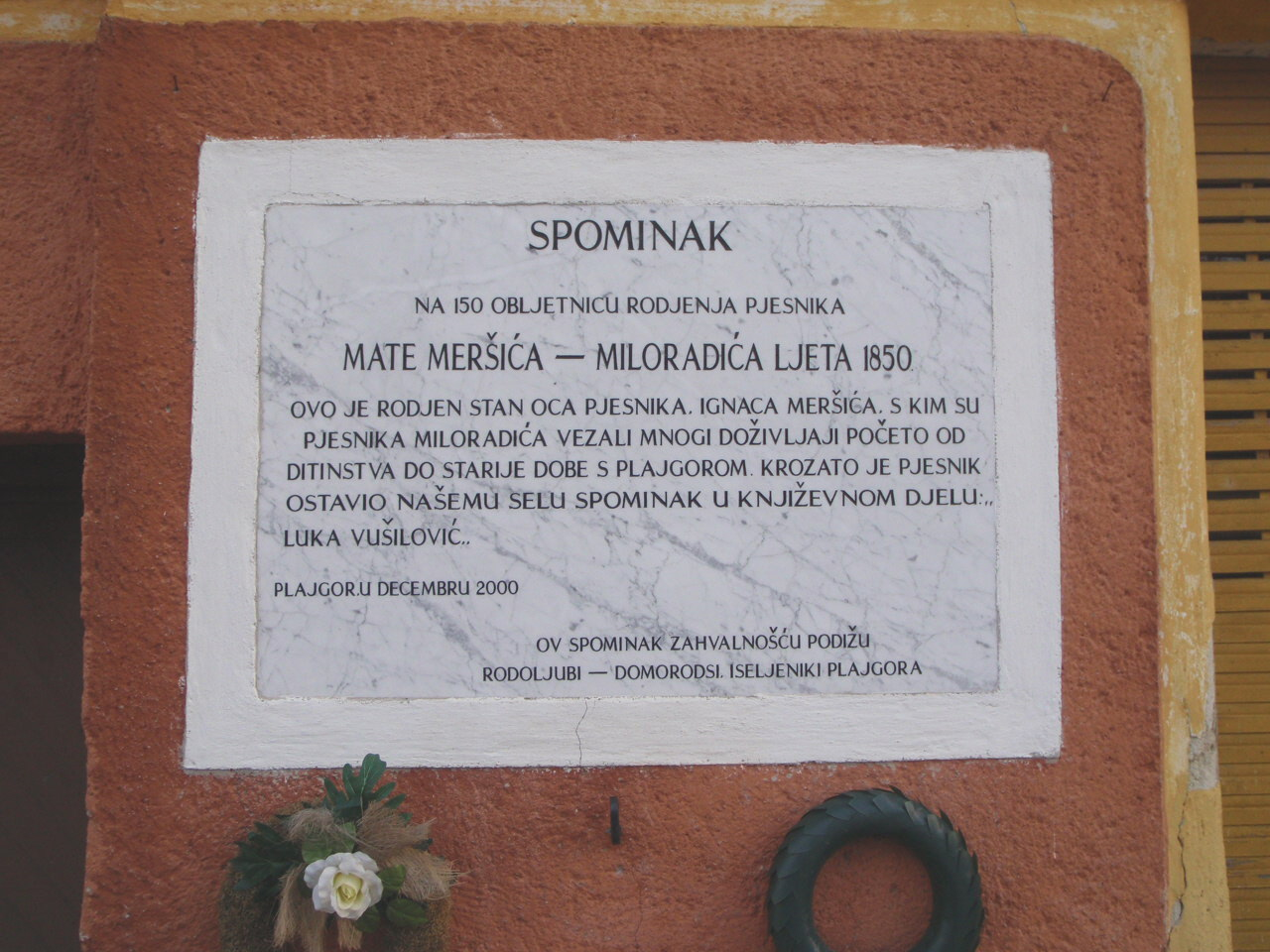
Az emléktábla felirata
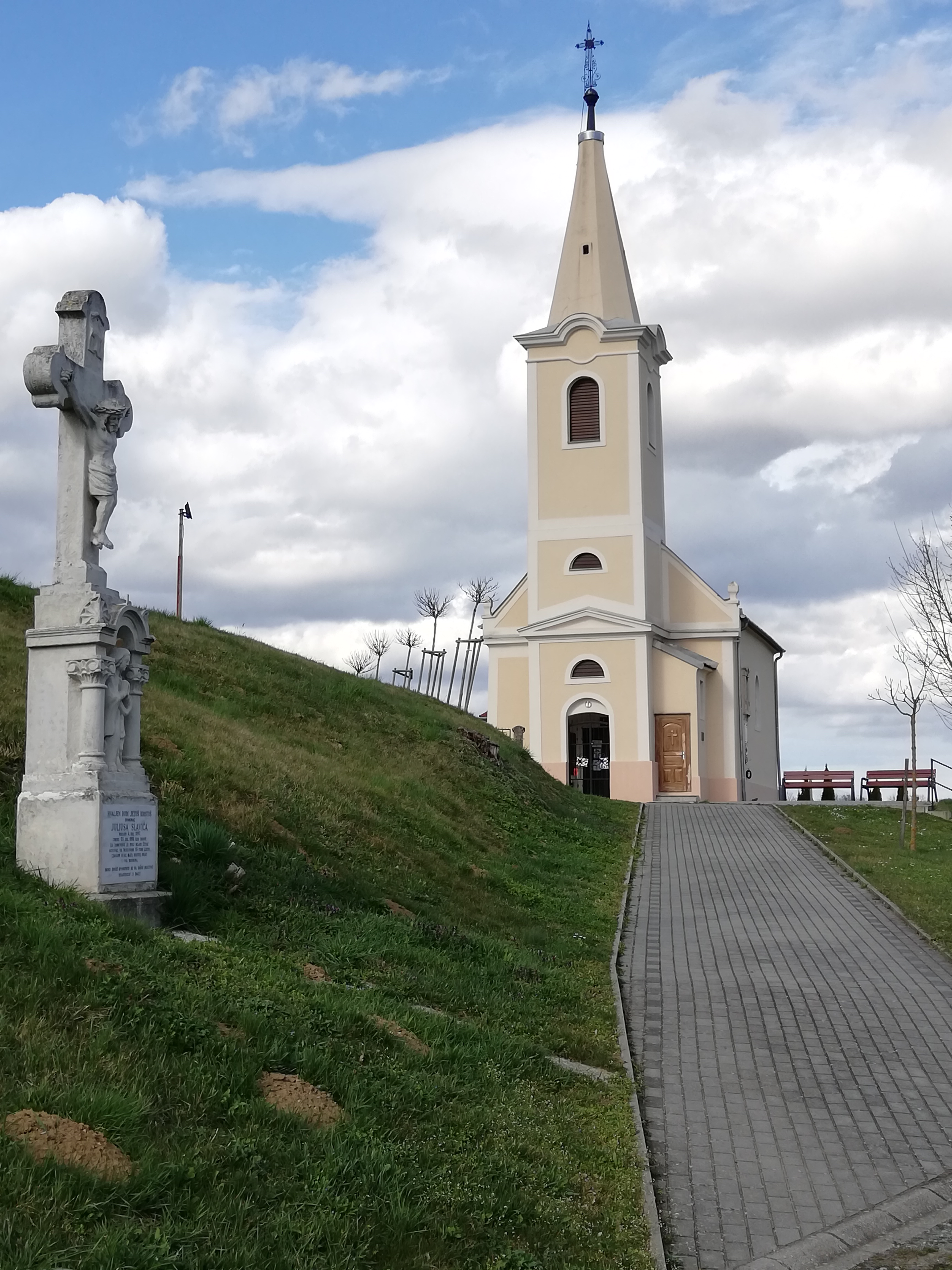
Templomdomb, a lábánál kőkereszttel
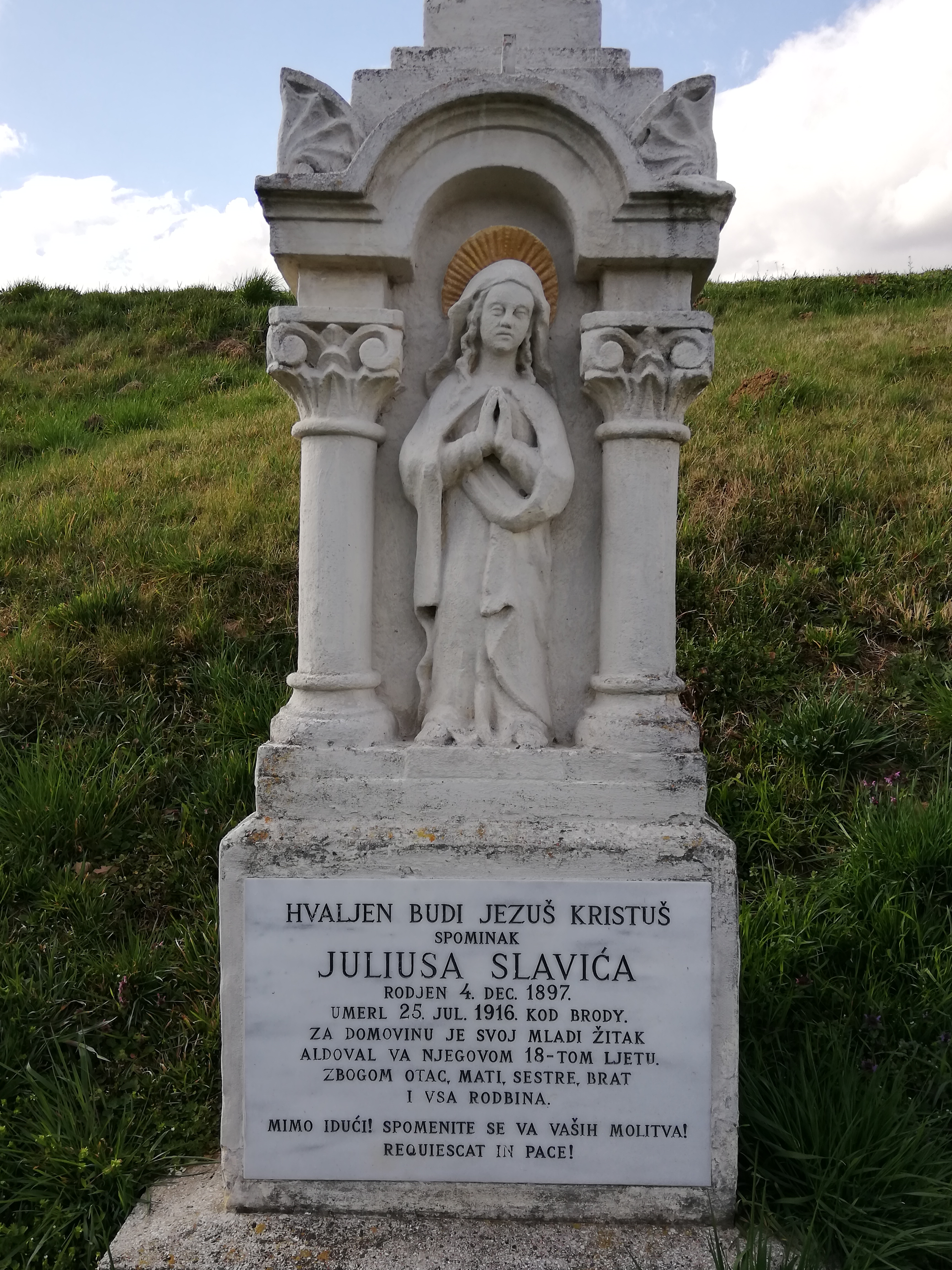
A templom előtti kőkereszt talapzata
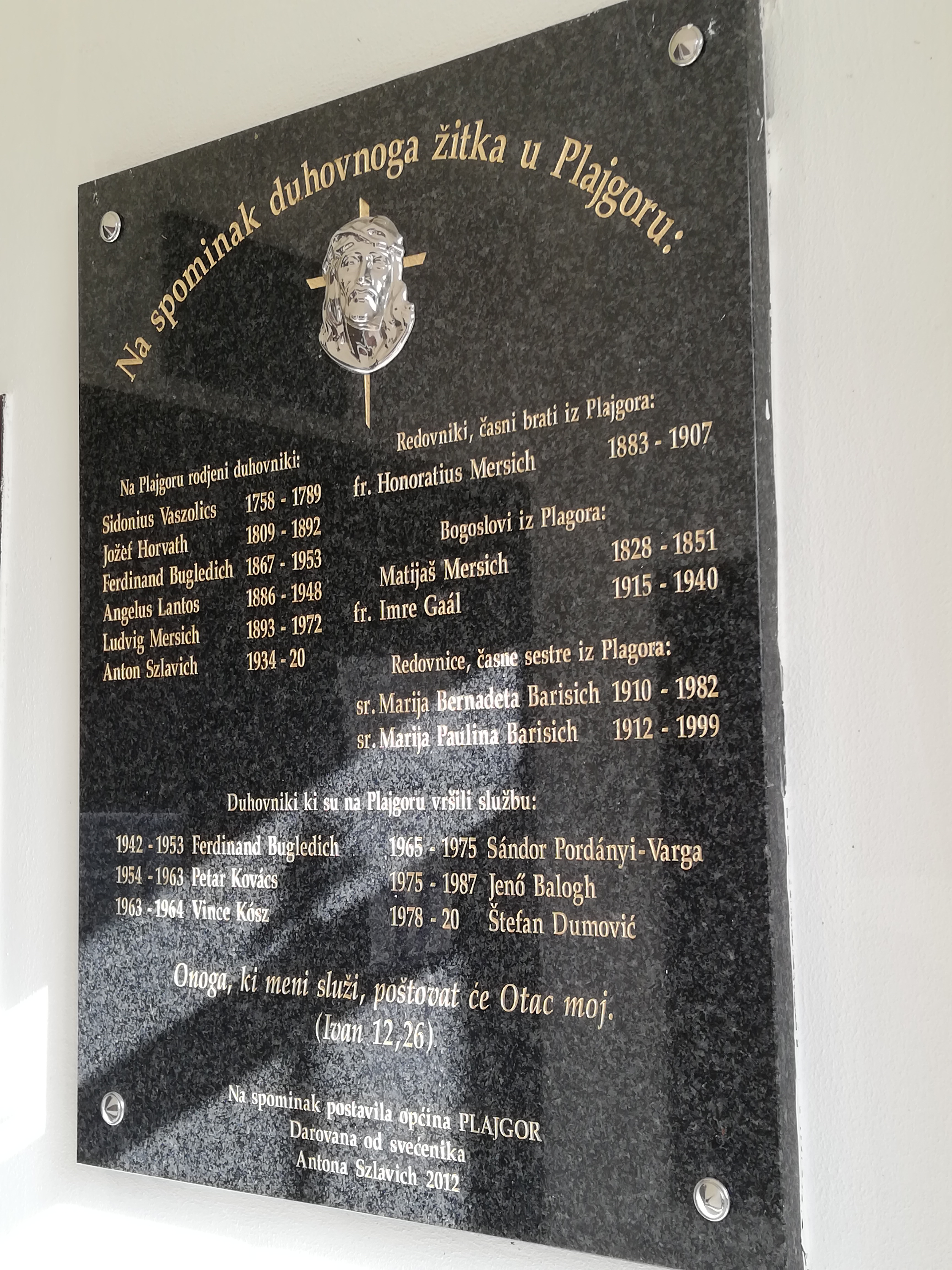
Az egykori helyi lelkészek emléktáblája a templom szélfogójában
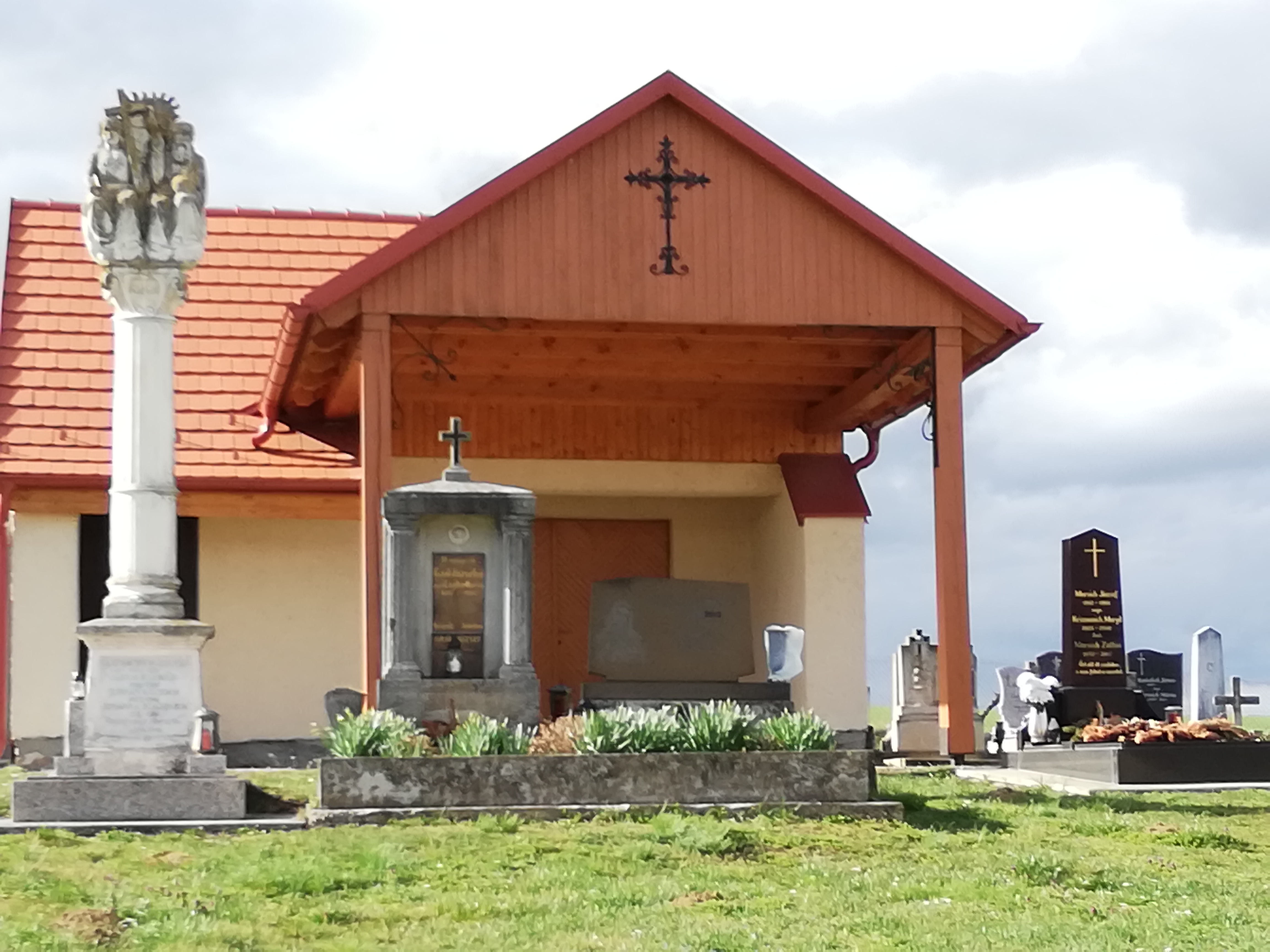
Temetőrészlet
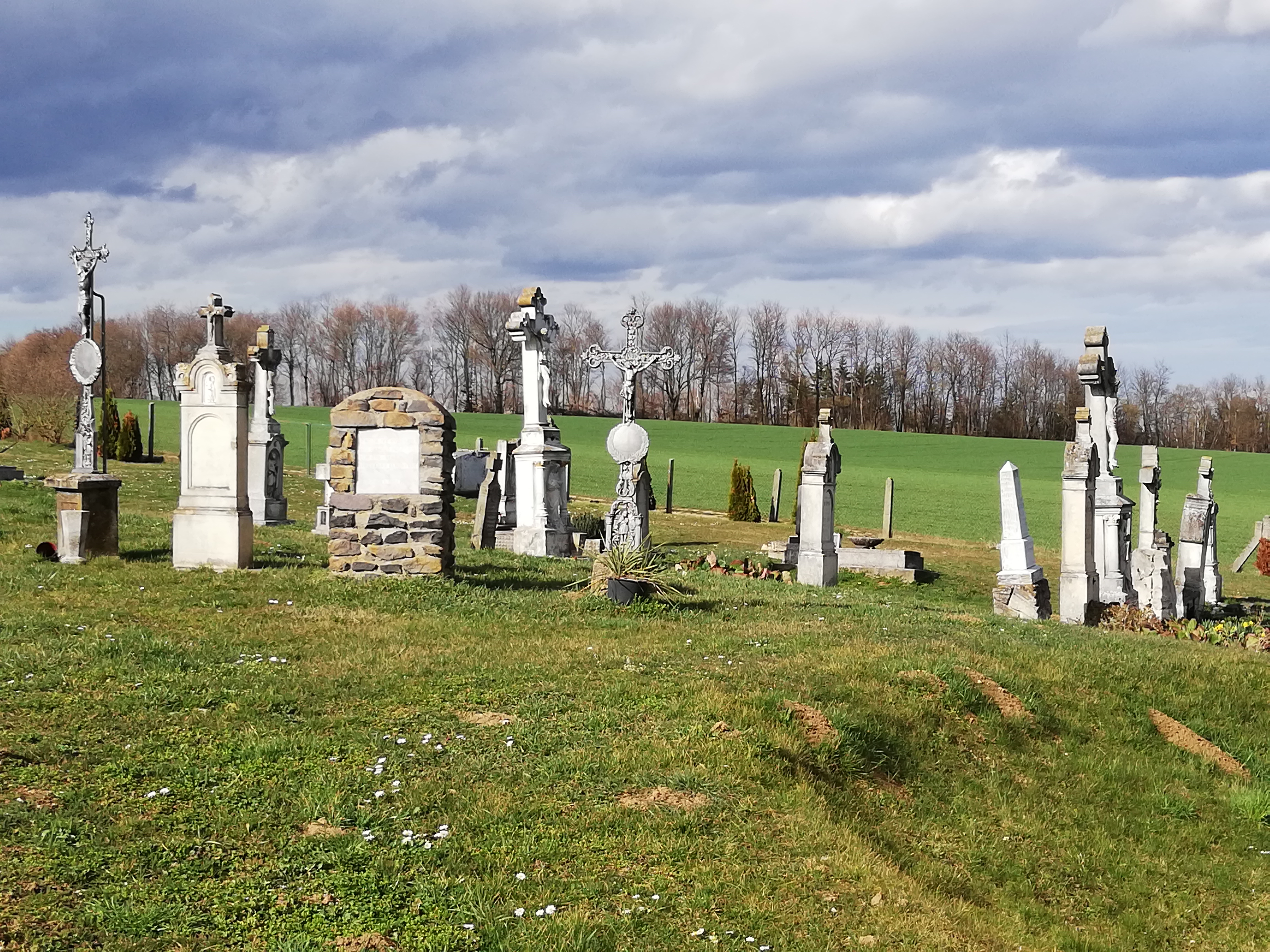
Temetőrészlet
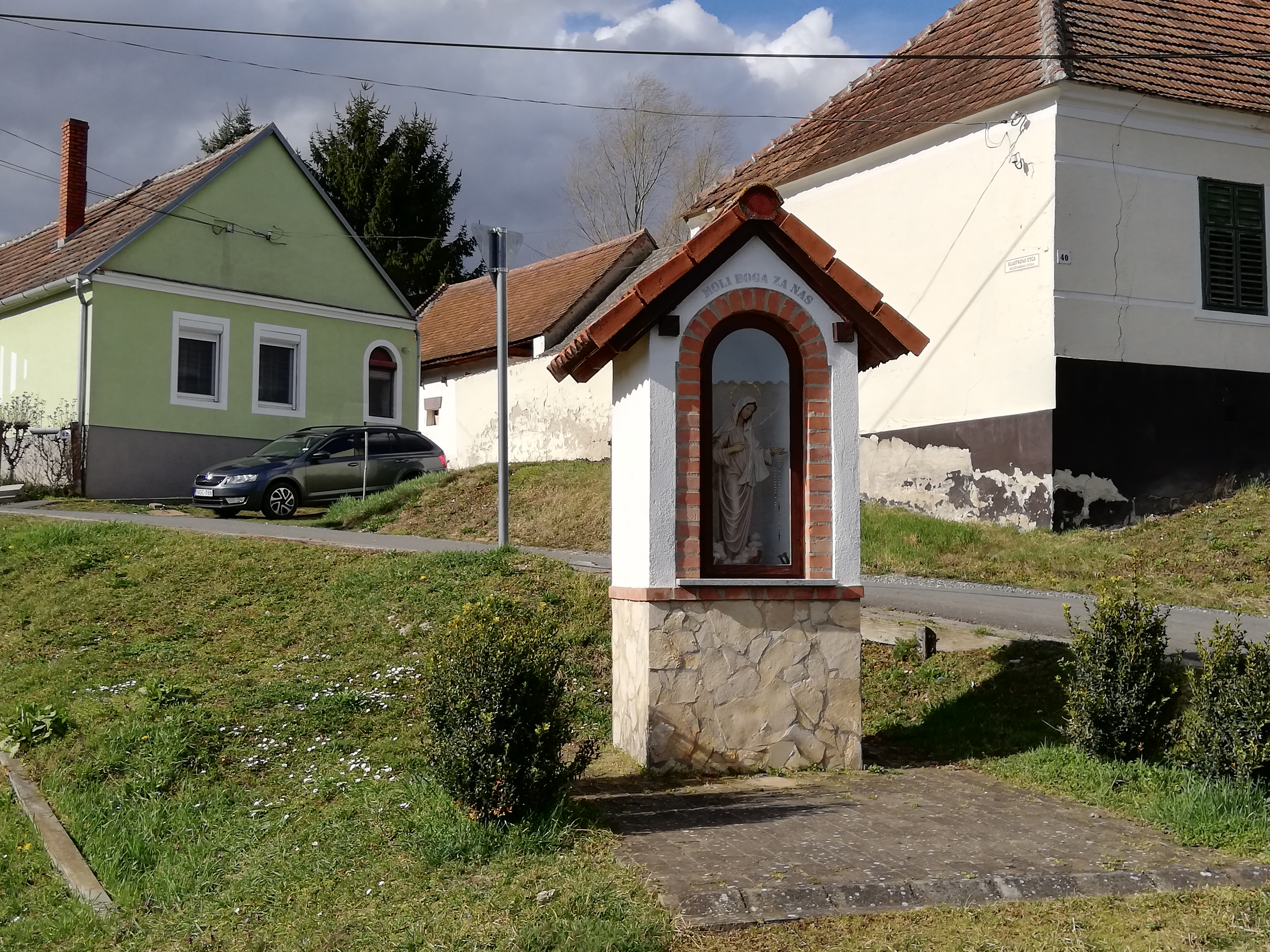
Fülkéskápolna a falu egyik kereszteződésénél
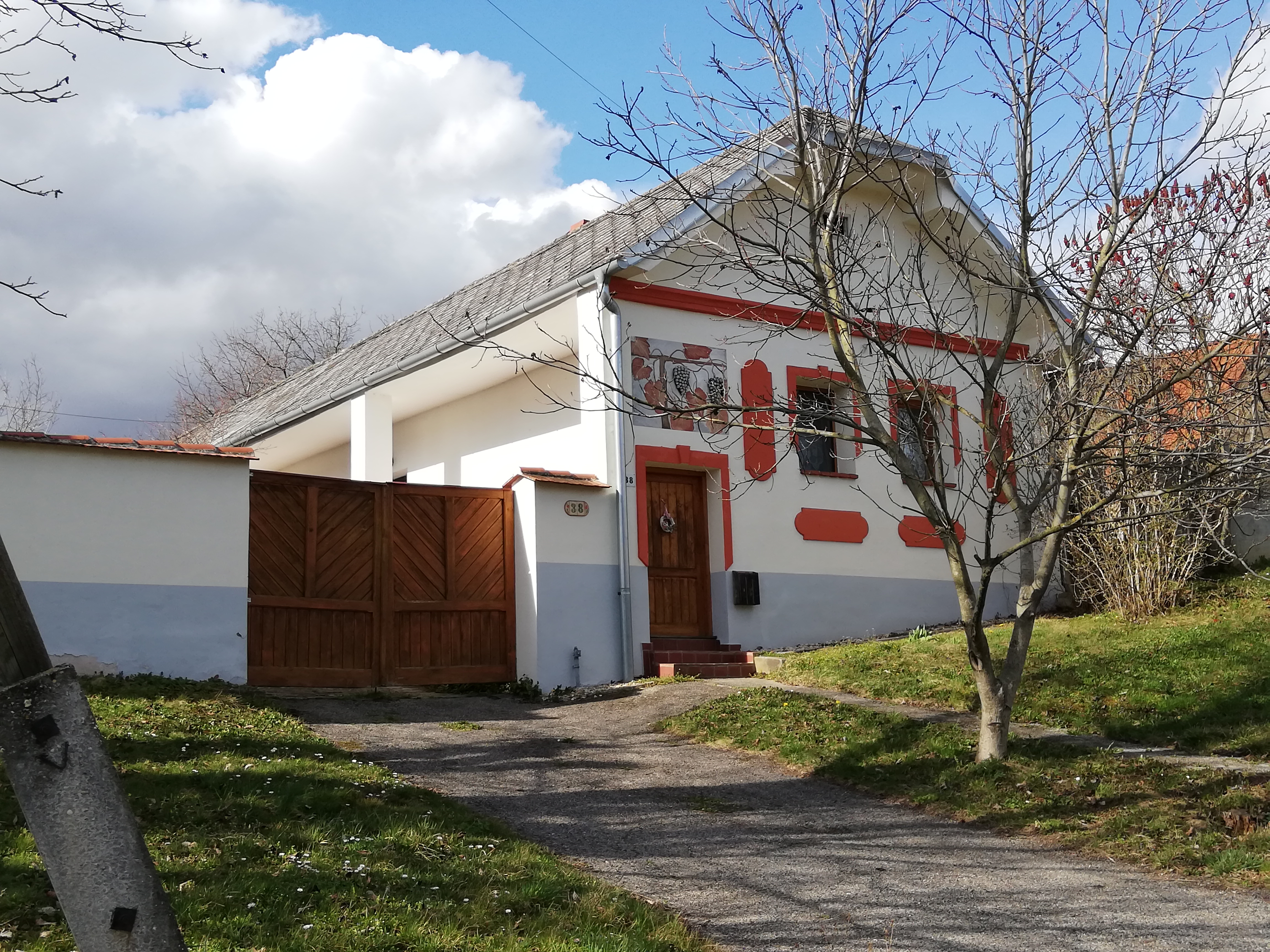
Érdekes homlokzati festésű lakóház a főutcán
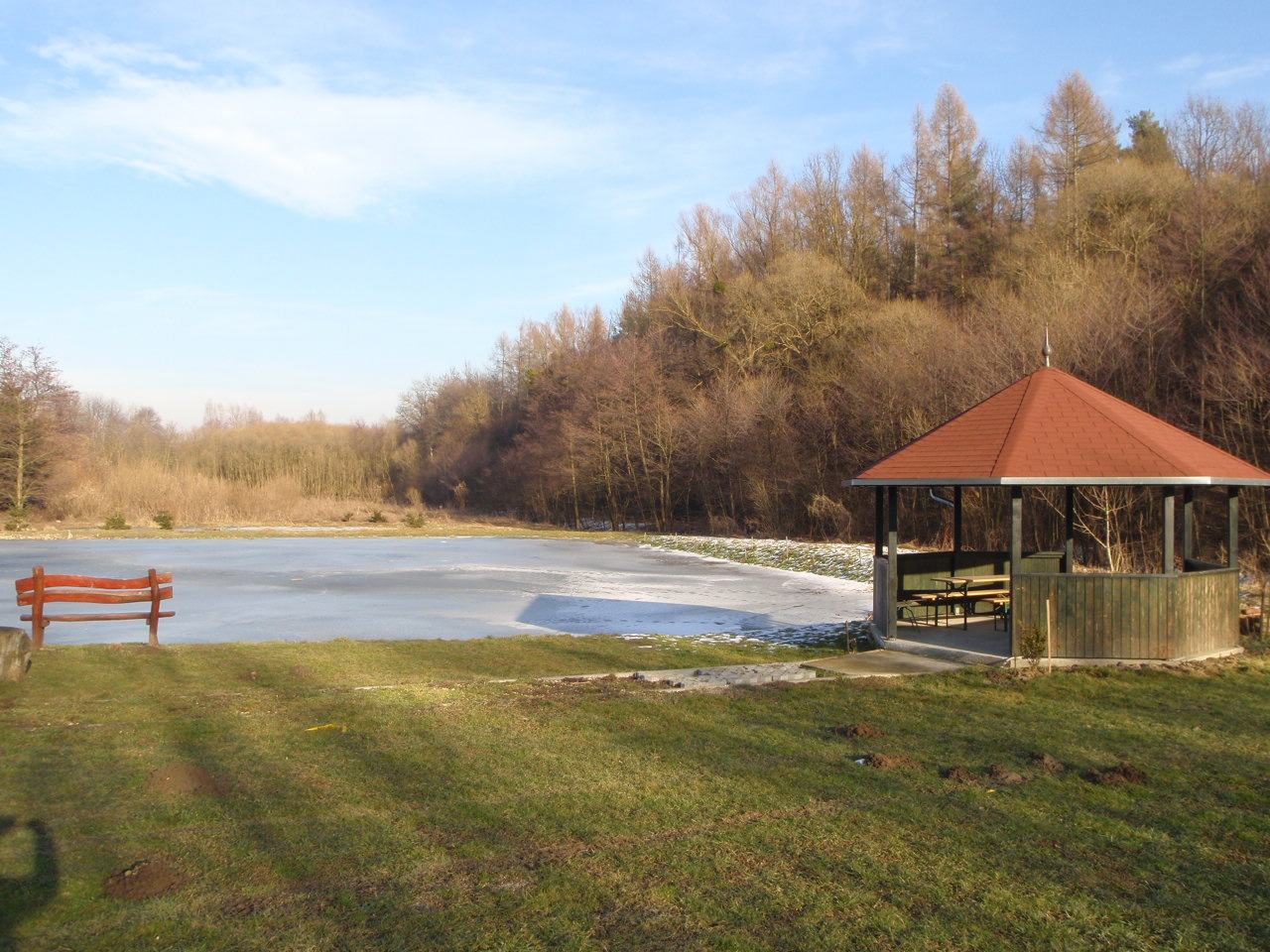
Park és tó a Fenyő utcában
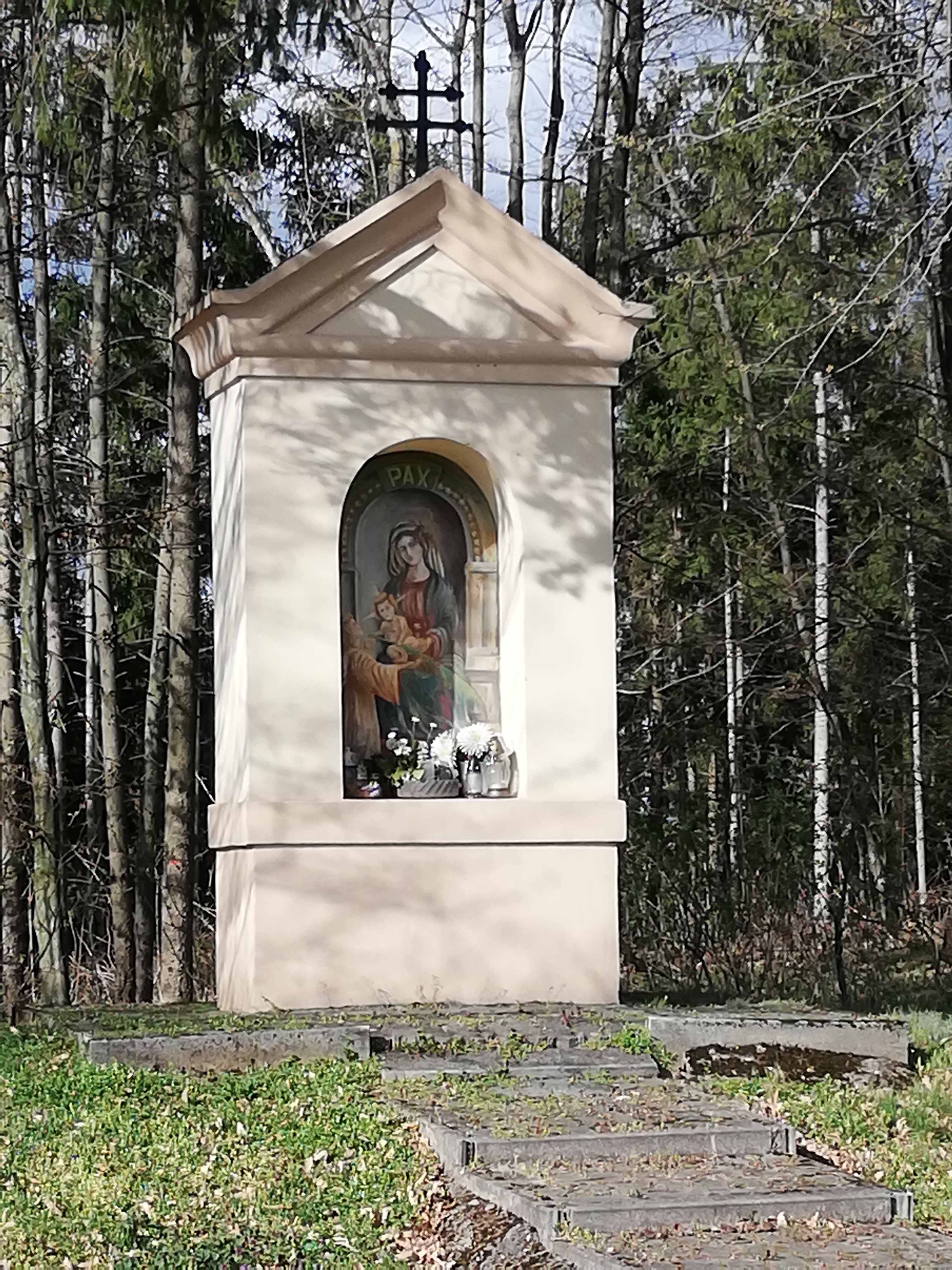
Fülkéskápolna az erdő szélén
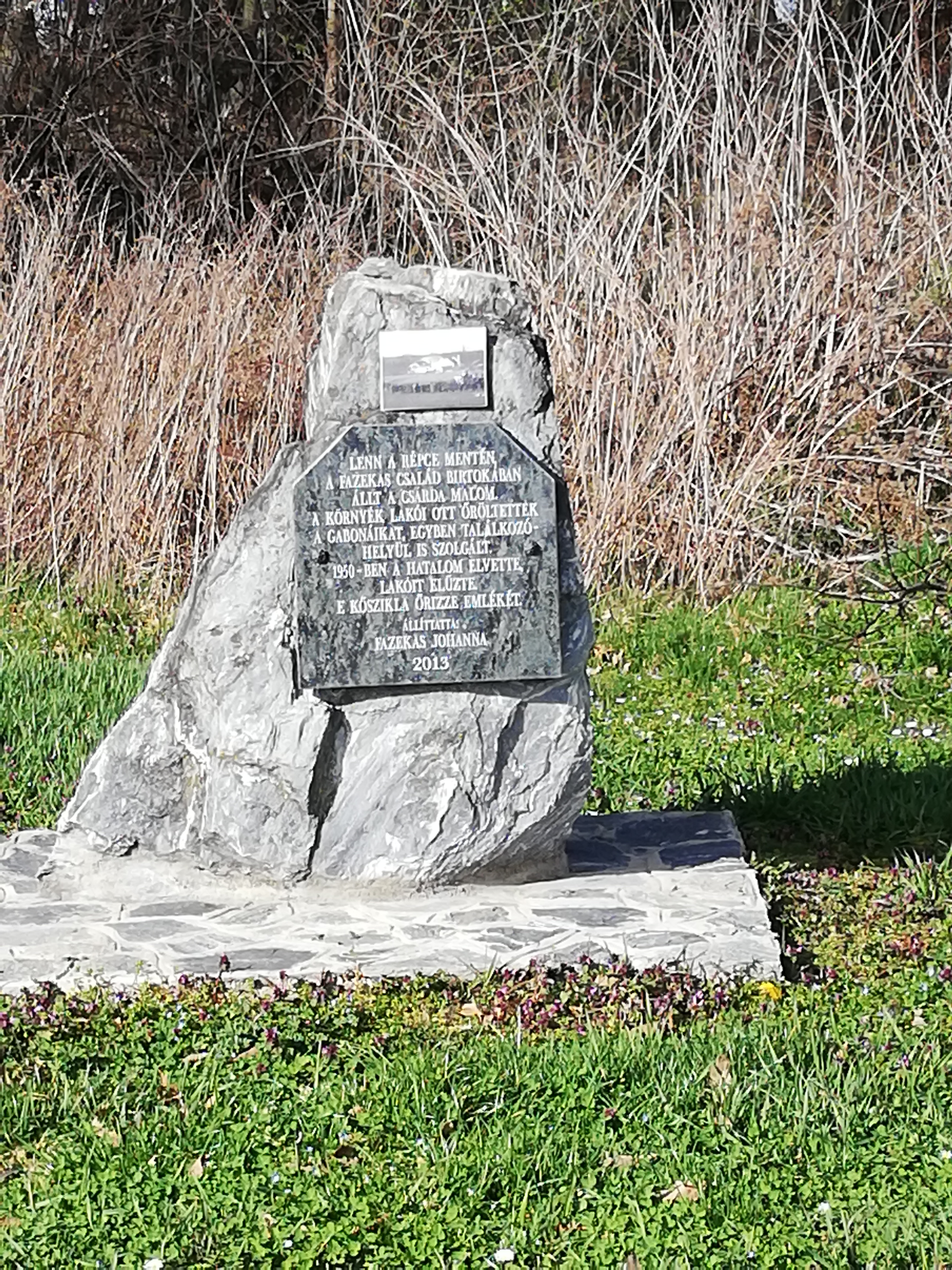
Az egykori Csárda malom emlékhelye
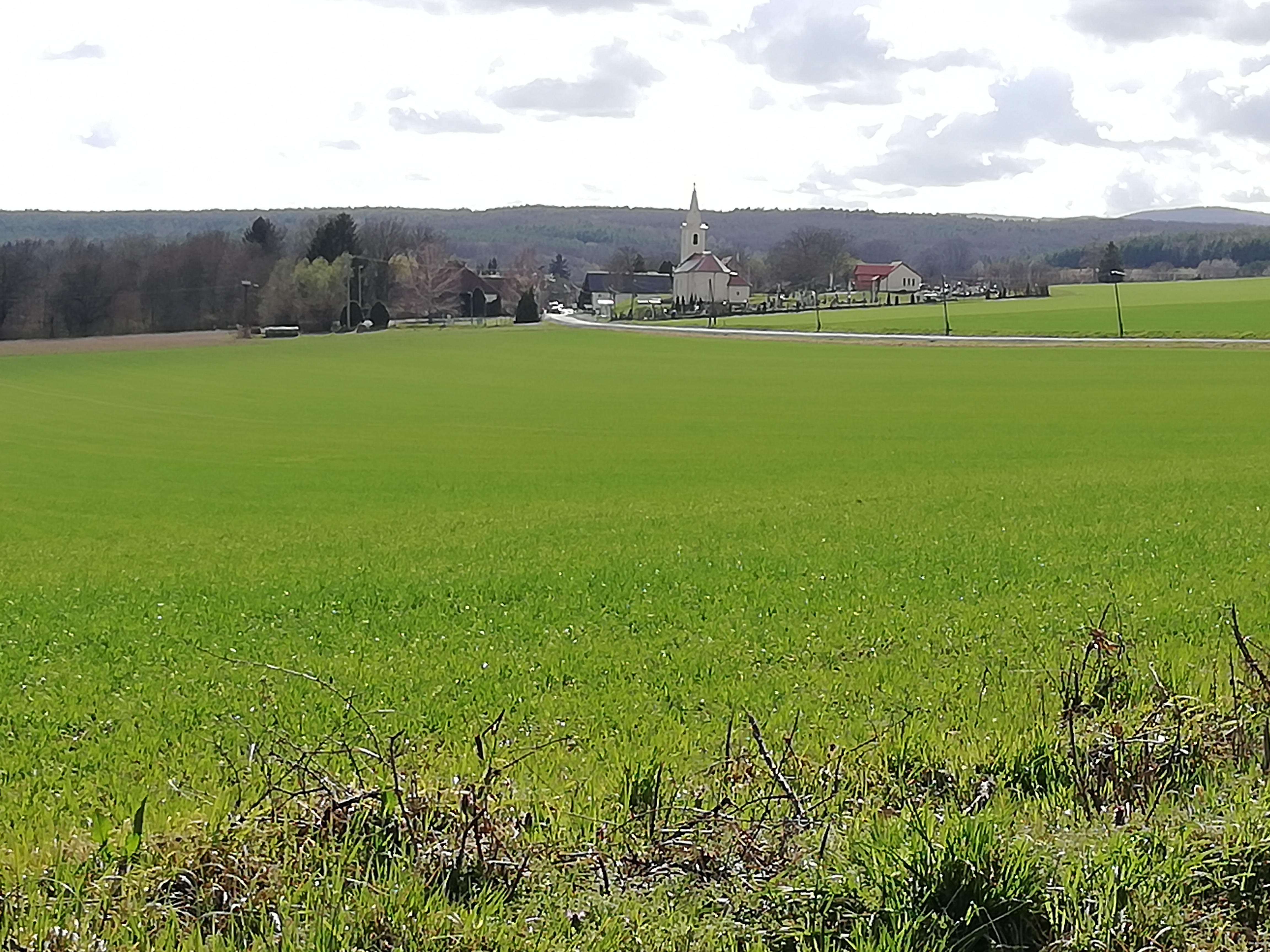
Ólmod távlati képe